# سعيد برجي
سعيد برجي (1958 - 2025، في عبادان) (بالفارسية: سعید برجی)؛ كان فيزيائيًا نوويًا ومهندسًا وعالم نوويًا إيرانيًا.

## حياته ومسيرته المهنية
وُلد برجي عام 1958 في عبادان، وكان مؤسس شركتي البتروكيماويات "شركة آذر أفروز سعيد الهندسية" و"شركة أرفين كيميا أبزار". حصل برجي على درجة الدكتوراه في الهندسة الميكانيكية من جامعة مالك الأشتر. شارك في البرنامج النووي الإيراني من عام 1980 حتى وفاته.

## عقوبة
وكان سعيد برجي من بين الأفراد "المرتبطين بالبرنامج النووي الإيراني" الذين فرضت عليهم الولايات المتحدة عقوبات.

## وفاته
كان برجي أحد أهداف القصف الإسرائيلي في إيران لكونه مهندسًا نوويًا في 14 يونيو 2025 في طهران. وكان من المقرر تشييع جنازته في 28 يونيو إلى جانب جميع كبار القادة الذين قُتلوا خلال الحرب الإيرانية الإسرائيلية.